# Dolichos sericeus
Dolichos sericeus är en ärtväxtart som beskrevs av Ernst Meyer. Dolichos sericeus ingår i släktet Dolichos och familjen ärtväxter.

## Underarter
Arten delas in i följande underarter:
- D. s. formosus
- D. s. glabrescens
- D. s. pseudofalcatus
- D. s. sericeus